# Igor Petrović
Igor Petrović (Topola, 11. septembra 1979) srpski je novinar, pisac i političar.
Član Udruženja novinara Srbije postao je 2006. godine, a Član International Federation of Journalists (IJF), od 2010. godine.

## Biografija
Trenutno zaposlen u stalnom radnom odnosu u Kulturnom centru Topola (od 2009), na poslu organizacije i realizacije kulturno-obrazovnog programa. Jedan od osnivača ove ustanove kulture, prvi zaposlen u istoj i član Upravnog odbora.
Predsednik je Centra za očuvanje kulturne baštine „Kojekude” iz Topole, od 2013. godine. Za nepune tri godine postojanja i rada izdavačka produkcija Centra je objavila sedam naslova, realizovali više književnih događaja i izlagali na Mađunarodnom sajmu knjiga u Beogradu (2015). Dramski studio realizovao jedan dramski komad, a muzička sekcija realizovala Prvi festival šumadijske pesme „Još se beru vinogradi” (2015).
Učestvovao u realizaciji više projekata koje su finansirali Ministarstvo kulture i informisanja kao i Ministarstvo privrede - sektor za turizam.
Kao potpredsednik Socijalističke partije Srbije u Topoli odlučuje da sa grupom istomišljenika osnuje grupu građana „Novi ljudi - bolja Topola”. Na redovnim lokalnim izborima, 24. aprila 2016. godine, „Novi ljudi” osvajaju 13,41% (šest odbornika) i postaju druga po snazi politička opcija u Topoli. Trenutno je šef opozicione odborničke grupe „Novi ljudi za radikalno bolju Topolu” u Skupštini opštine Topola, a koju čine osam odbornika.

## Bibliografija
Članke, prikaze i radove objavljivao u listovima, časopisima i zbornicima Nezavisne varoške novine (2006), GEM pres (2007), Umrežena Šumadija (2008), Topolski zapisi (2012-2016), Sabornik (2014-2015), Sretenje (2015) i Novinice (2016).
Autor je sledećih publikacija i monografija:
- Ratnik Slobode - Milan Blagojević „Španac” (2011)
- Oplenac - nepoznata istorija (2012)[1]
- Oplenačka berba (2013)
- Bitke za Topolu u Aprilskom ratu i Beogradskoj operaciji (2014)
- Crkva despota Stefana u Goroviču kroz narodne legende, priče i predanja (2015).[2][3]

## Spoljašnje veze
- „Zarasla crkva Karađorđevića”. Alo. Архивирано из оригинала 04. 01. 2019. г. Приступљено 4. 1. 2019.
- „Oplenac - nepoznata istorija (Moja lepa Srbija na RTS-u)”. You tube. Приступљено 4. 1. 2019.
- „Čuvar kubansko-srpskog prijateljstva”. Serbia. Приступљено 4. 1. 2019.